# Headley (Basingstoke and Deane)
Pour les articles homonymes, voir Headley.
Headley est un village du Hampshire, en Angleterre.